# Polen op het Europees kampioenschap voetbal 2012
Polen was, naast Oekraïne, een van de twee gastlanden voor het Europees kampioenschap voetbal 2012. Het was de tweede deelname voor het land. Polen kwalificeerde zich voor het het vorige EK in Zwitserland en Oostenrijk (in 2008). Daar eindigde het als laatste in de groepsfase. De bondscoach is Franciszek Smuda (sinds 2009). Op 6 juni 2012 stond Polen op de 62e plaats op de FIFA-wereldranglijst. Polen werd op 18 april 2007 samen met Oekraïne aangewezen als gastland voor het toernooi, waarmee het automatisch geplaatst was voor de eindronde. Op 16 juni werd Polen in de groepsfase uitgeschakeld.

## Wedstrijden op het Europees kampioenschap
Polen werd bij de loting op 2 december 2011 ingedeeld in Groep A. Aan deze groep werden tevens Griekenland, Rusland en Tsjechië toegevoegd.
| Land        | Wed | Win | Gel | Ver | DV | DT | +/- | Pnt |
| ----------- | --- | --- | --- | --- | -- | -- | --- | --- |
| Tsjechië    | 3   | 2   | 0   | 1   | 4  | 5  | -1  | 6   |
| Griekenland | 3   | 1   | 1   | 1   | 3  | 3  | 0   | 4   |
| Rusland     | 3   | 1   | 1   | 1   | 5  | 3  | +2  | 4   |
| Polen       | 3   | 0   | 2   | 1   | 2  | 3  | -1  | 2   |

|                        |                 |       |                |                                                            |
| 8 juni 2012 18:00 MEZT | Polen           | 1 – 1 | Griekenland    | Nationaal Stadion, Warschau Scheidsrechter: Carlos Velasco |
| 8 juni 2012 18:00 MEZT | Lewandowski 17' |       | 51' Salpigidis | Nationaal Stadion, Warschau Scheidsrechter: Carlos Velasco |

|                         |                    |       |              |                                                            |
| 12 juni 2012 20.45 MEZT | Polen              | 1 – 1 | Rusland      | Nationaal Stadion, Warschau Scheidsrechter: Wolfgang Stark |
| 12 juni 2012 20.45 MEZT | Błaszczykowski 57' |       | 37' Dzagojev | Nationaal Stadion, Warschau Scheidsrechter: Wolfgang Stark |

|                         |             |       |       |                                                        |
| 16 juni 2012 20:45 MEZT | Tsjechië    | 1 - 0 | Polen | Stadion Miejski, Wrocław Scheidsrechter: Craig Thomson |
| 16 juni 2012 20:45 MEZT | Jiráček 72' |       |       | Stadion Miejski, Wrocław Scheidsrechter: Craig Thomson |

## Selectie
Bondscoach Smuda maakte zijn voorlopige selectie van 26 man bekend op 2 mei 2012. Łukasz Fabiański meldde zich af vanwege een schouderblessure. Hij werd vervangen door Grzegorz Sandomierski. Op 27 mei maakte Smuda zijn definitieve selectie bekend.
| No. | Naam                  | Club                  | Positie      | W |   |   | D | A |   |   |   |
| --- | --------------------- | --------------------- | ------------ | - | - | - | - | - | - | - | - |
| 1   | Wojciech Szczęsny     | Arsenal FC            | Doelman      | 1 | 0 | 0 | 0 | 0 | 0 | 0 | 1 |
| 12  | Grzegorz Sandomierski | Jagiellonia Białystok | Doelman      | 0 | 0 | 0 | 0 | 0 | 0 | 0 | 0 |
| 22  | Przemysław Tytoń      | PSV                   | Doelman      | 3 | 1 | 0 | 0 | 0 | 0 | 0 | 0 |
| 2   | Sebastian Boenisch    | Werder Bremen         | Verdediger   | 3 | 0 | 0 | 0 | 0 | 0 | 0 | 0 |
| 3   | Grzegorz Wojtkowiak   | Lech Poznań           | Verdediger   | 0 | 0 | 0 | 0 | 0 | 0 | 0 | 0 |
| 4   | Marcin Kamiński       | Lech Poznań           | Verdediger   | 0 | 0 | 0 | 0 | 0 | 0 | 0 | 0 |
| 5   | Dariusz Dudka         | AJ Auxerre            | Middenvelder | 2 | 0 | 1 | 0 | 0 | 0 | 0 | 0 |
| 6   | Adam Matuszczyk       | Fortuna Düsseldorf    | Middenvelder | 1 | 1 | 0 | 0 | 0 | 0 | 0 | 0 |
| 7   | Eugen Polanski        | 1. FSV Mainz 05       | Middenvelder | 3 | 0 | 2 | 0 | 0 | 2 | 0 | 0 |
| 8   | Maciej Rybus          | Terek Grozny          | Middenvelder | 1 | 0 | 1 | 0 | 0 | 0 | 0 | 0 |
| 9   | Robert Lewandowski    | Borussia Dortmund     | Aanvaller    | 3 | 0 | 0 | 1 | 0 | 1 | 0 | 0 |
| 10  | Ludovic Obraniak      | Girondins de Bordeaux | Middenvelder | 3 | 0 | 2 | 0 | 1 | 0 | 0 | 0 |
| 11  | Rafał Murawski        | Lech Poznań           | Middenvelder | 3 | 0 | 1 | 0 | 0 | 1 | 0 | 0 |
| 13  | Marcin Wasilewski     | RSC Anderlecht        | Verdediger   | 3 | 0 | 0 | 0 | 0 | 1 | 0 | 0 |
| 14  | Jakub Wawrzyniak      | Legia Warschau        | Verdediger   | 0 | 0 | 0 | 0 | 0 | 0 | 0 | 0 |
| 15  | Damien Perquis        | FC Sochaux            | Verdediger   | 3 | 0 | 0 | 0 | 0 | 1 | 0 | 0 |
| 16  | Jakub Błaszczykowski  | Borussia Dortmund     | Middenvelder | 3 | 0 | 0 | 1 | 1 | 1 | 0 | 0 |
| 17  | Artur Sobiech         | Hannover 96           | Aanvaller    | 0 | 0 | 0 | 0 | 0 | 0 | 0 | 0 |
| 18  | Adrian Mierzejewski   | Trabzonspor           | Middenvelder | 2 | 2 | 0 | 0 | 0 | 0 | 0 | 0 |
| 19  | Rafał Wolski          | Legia Warschau        | Middenvelder | 0 | 0 | 0 | 0 | 0 | 0 | 0 | 0 |
| 20  | Łukasz Piszczek       | Borussia Dortmund     | Verdediger   | 3 | 0 | 0 | 0 | 0 | 0 | 0 | 0 |
| 21  | Kamil Grosicki        | Sivasspor             | Middenvelder | 1 | 1 | 0 | 0 | 0 | 0 | 0 | 0 |
| 23  | Paweł Brożek          | Celtic FC             | Aanvaller    | 2 | 2 | 0 | 0 | 0 | 0 | 0 | 0 |

| W | Wedstrijden        |
|   | Invalbeurten       |
|   | Gewisseld          |
| D | Doelpunten         |
| A | Assists/Voorzetten |
|   | Gele kaarten       |
|   | 2 x geel = rood    |
|   | Rode kaarten       |

Groep A:  Polen ·  Griekenland ·  Rusland ·  Tsjechië
Groep B:  Nederland ·  Duitsland ·  Portugal ·  Denemarken
Groep C:  Spanje ·  Italië ·  Kroatië ·  Ierland
Groep D:  Oekraïne ·  Zweden ·  Frankrijk ·  Engeland
Poolse voetbalbond · A-internationals · Selecties · Statistieken · Pools vrouwenelftal · Olympisch elftal · Polen U21 · Polen U20 · Polen U19 · Polen U18 · Polen U17 · Polen U16
1921 – 1929 ·
1930 – 1939 ·
1940 – 1949 ·
1950 – 1959 ·
1960 – 1969 ·
1970 – 1979 ·
1980 – 1989 ·
1990 – 1999 ·
2000 – 2009 ·
2010 – 2019 ·
2020 – 2029
EK 2008 · 
EK 2012 · 
EK 2016 · 
EK 2020
WK 1938 ·
WK 1974 ·
WK 1978 ·
WK 1982 ·
WK 1986 ·
WK 2002 ·
WK 2006 ·
WK 2018
OS 1924 ·
OS 1936 ·
OS 1972 ·
OS 1976 ·
OS 1992
1921 · 
1922 · 
1923 · 
1924 · 
1925 · 
1926 · 
1927 · 
1928 · 
1929 · 
1930 · 
1931 · 
1932 · 
1933 · 
1934 · 
1935 · 
1936 · 
1937 · 
1938 · 
1939 · 
1940–1946 · 
1947 · 
1948 · 
1949 · 
1950 · 
1951 · 
1952 · 
1953 · 
1954 · 
1955 · 
1956 · 
1957 · 
1958 · 
1959 · 
1960 · 
1961 · 
1962 · 
1963 · 
1964 · 
1965 · 
1966 · 
1967 · 
1968 · 
1969 · 
1970 · 
1971 · 
1972 · 
1973 · 
1974 · 
1975 · 
1976 · 
1977 · 
1978 · 
1979 · 
1980 · 
1981 · 
1982 · 
1983 · 
1984 · 
1985 · 
1986 · 
1987 · 
1988 · 
1989 · 
1990 · 
1991 · 
1992 · 
1993 · 
1994 · 
1995 · 
1996 · 
1997 · 
1998 · 
1999 · 
2000 · 
2001 · 
2002 · 
2003 · 
2004 · 
2005 · 
2006 · 
2007 · 
2008 · 
2009 · 
2010 · 
2011 · 
2012 · 
2013 · 
2014 ·
2015 ·
2016 ·
2017 ·
2018 ·
2019 ·
2020 ·
2021
Albanië ·
Algerije ·
Andorra ·
Argentinië ·
Armenië ·
Australië ·
Azerbeidzjan ·
België ·
Bolivia ·
Bosnië en Herzegovina ·
Brazilië ·
Bulgarije ·
Canada ·
Chili ·
China ·
Colombia ·
Costa Rica ·
Cyprus ·
DDR ·
Denemarken ·
Duitsland ·
Ecuador ·
Egypte ·
Engeland ·
Estland ·
Faeröer · 
Finland ·
Frankrijk ·
Georgië ·
Gibraltar ·
Griekenland ·
Guatemala ·
Haïti ·
Hongarije ·
Ierland ·
India ·
Irak ·
Iran ·
Israël ·
Italië ·
Ivoorkust ·
IJsland ·
Japan ·
Joegoslavië ·
Kameroen ·
Kazachstan ·
Koeweit ·
Kroatië ·
Letland ·
Libië ·
Liechtenstein ·
Litouwen ·
Luxemburg ·
Marokko ·
Malta ·
Mexico ·
Moldavië ·
Montenegro ·
Nederland ·
Nieuw-Zeeland ·
Nigeria ·
Noord-Ierland ·
Noord-Korea ·
Noord-Macedonië ·
Noorwegen ·
Oekraïne ·
Oostenrijk ·
Peru ·
Portugal ·
Roemenië ·
Rusland ·
San Marino ·
Saoedi-Arabië · 
Schotland ·
Senegal ·
Servië ·
Servië en Montenegro · 
Singapore ·
Slovenië ·
Slowakije ·
Sovjet-Unie ·
Spanje ·
Thailand · 
Tsjechië ·
Tsjecho-Slowakije ·
Tunesië ·
Turkije ·
Uruguay ·
Verenigde Arabische Emiraten ·
Verenigde Staten ·
Wales ·
Wit-Rusland ·
Zuid-Afrika ·
Zuid-Korea ·
Zweden ·
Zwitserland
België (1982) ·
Colombia (2018) ·
Costa Rica (2006) ·
Duitsland (2006) ·
Duitsland (2008) ·
Duitsland (2016) ·
Ecuador (2006) ·
Frankrijk (1982) ·
Frankrijk (2022) ·
Griekenland (2012) ·
Italië (1982, 1) ·
Italië (1982, 2) ·
Japan (2018) ·
Kameroen (1982) ·
Kroatië (2008) ·
Noord-Ierland (2016) ·
Oostenrijk (2008) ·
Peru (1982) ·
Rusland (2012) ·
Senegal (2018) ·
Slowakije (2021) ·
Sovjet-Unie (1982) ·
Spanje (2021) ·
Tsjechië (2012) ·
Zweden (2021)